# Oscar Dennard
Oscar Dennard (* 13. Juni 1928 in Memphis; † 1960 in Kairo) war ein US-amerikanischer Jazzpianist.

## Leben und Wirken
Oscar Dennard besuchte die Gibbs Highschool in St. Petersburg (Florida), lebte später in Memphis (Tennessee) und in Des Moines, bevor er ab Mitte der 1950er Jahre bei Lionel Hampton arbeitete. Er wirkte auch bei einigen Aufnahmesessions Hamptons mit, bekam jedoch nur selten Gelegenheit für Soli, wie etwa bei einer Quartett-Session (Besuch auf einem Wolkenkratzer) im Jahr 1956 für Jazztone mit Hampton, Oscar Pettiford und Gus Johnson. Im Januar 1956 nahm Dennard in Triobesetzung für das Label Henson mit Joe Benjamin (Bass) und Osie Johnson (Schlagzeug) auf; die Aufnahmen blieben jedoch unveröffentlicht. Dennard wirkte 1958 bei Aufnahmen von A. K. Salim für Savoy Records und von Jesse Powell (Blow Man Blow auf Jubilee Records, 1959) mit.
Mit dem Trompeter Idrees Sulieman bildete Dennard ein Quartett, dem der Bassist Jamil Nasser und der Schlagzeuger Buster Smith angehörten. Die Dennard/Sulieman-Band ging 1959 auf eine Tournee durch Europa und Nordafrika, mit Stationen u. a. in Paris, Zürich St. Gallen und Tunesien. In Paris spielten sie am 11. März 1959 mit Lester Young, René Urtreger und Jimmy Gourley; der D.B. Blues wurde vom französischen Rundfunk mitgeschnitten, blieb aber unveröffentlicht. In Tanger nahm Dennard im Studio des dortigen Radiosenders im Juli 1959 sein einziges Album unter eigenem Namen auf, Legendary Oscar Dennard, das beim japanischen Label Somethin’ Else erschien. Sie spielten darauf u. a. Jazzstandards wie All of You oder Stella by Starlight und Charlie-Parker-Nummern (Confirmation). Bei seiner Ankunft in Ägypten erkrankte Dennard an Typhus und starb 1960 in Kairo.
Slide Hampton bezeichnete Dennard als „a great pianist, a real genius the most people never heard of“. Auch sein Weggefährte Idrees Sulieman würdigte den Pianisten, dessen Fähigkeiten in den wenigen vorliegenden Aufnahmen nicht adäquat eingefangen seien. Dennard wirkte zwischen 1956 und 1959 bei 18 Aufnahmesessions mit.